# Waldemar Passini Dalbello
Waldemar Passini Dalbello (Anápolis, 6 de junho de 1966) é um prelado católico brasileiro, desde 2025 é o bispo coadjutor de Anápolis.

## Biografia
Filho de José Antônio Dalbello e de Maria Aparecida Passini Dalbello. Cursou a faculdade de Engenharia Elétrica entre os anos de 1984 a 1988, na Universidade Federal de Goiás. Em 1989 ingressou no Seminário Maior Nossa Senhora de Fátima de Brasília, quando iniciou a faculdade de Filosofia e cursou também a de Teologia, que concluiu em 1994.
Na Arquidiocese de Brasília foi ordenado sacerdote no dia 3 de dezembro de 1994, quando foi nomeado vigário da Paróquia Nossa Senhora do Rosário de Fátima, em Brasília. Em 1995 foi enviado a Roma para cursar o Mestrado em Ciências Bíblicas, pelo Pontifício Instituto Bíblico, onde participou de um intercâmbio entre o instituto de Roma e a Ècole Biblique et Archéologique Française de Jérusalem.
Após o seu retorno da Europa em junho de 1999, padre Waldemar, foi professor e formador de Sagradas Escrituras no Seminário Maior de Brasília, cargo que ocupou até 2005; também foi professor de Sagradas Escrituras no Curso Superior de Teologia para Leigos da Arquidiocese de Brasília.
De 2000 a 2002 foi diretor Espiritual da Comissão Arquidiocesana da Nova Evangelização; de 2002 a 2005 foi Ecônomo do Seminário Maior Arquidiocesano de Brasília e também vigário da Paróquia Santíssima Trindade, em Brasília; de 2003 a 2005 foi colaborador junto à Nunciatura Apostólica no Brasil; de 2006 a 2009 foi reitor do Seminário Interdiocesano São João Maria Vianney e professor de Sagrada Escritura no Instituto de Filosofia e Teologia Santa Cruz, em Goiânia. Em 2008 assumiu como reitor do Seminário Santa Cruz (Ano Propedêutico) da Arquidiocese de Goiânia; desde julho de 2008 foi presidente da Organização dos Seminários e Institutos do Brasil, pelo Regional Centro-Oeste da CNBB.
No dia 30 de dezembro de 2009 o Papa Bento XVI o nomeou como bispo auxiliar da Arquidiocese de Goiânia com a sé titular de Membressa.  Foi ordenado bispo, no dia 19 de março de 2010 no Santuário Basílica do Divino Pai Eterno, em Trindade, por Washington Cruz, C.P., arcebispo de Goiânia, coadjuvado pelo cardeal José Freire Falcão e por João Braz de Aviz, respectivamente arcebispo emérito e arcebispo de Brasília.
Na Arquidiocese de Goiânia, Dom Waldemar acompanha a formação Sacerdotal e do Vicariato para a Cultura e a Educação, também responsável pelo acompanhamento da Pontifícia Universidade Católica de Goiás, pela Sociedade Goiana de Cultura e pela Santa Casa de Misericórdia.
No dia 17 de fevereiro de 2011 foi nomeado pela Congregação para os Bispos como Administrador Apostólico da Arquidiocese de Brasília no período até a posse do novo Arcebispo Metropolitano de Brasília, que ocorreu aos 6 de agosto de 2011.
Aos 25 de junho de 2011 teve seu nome divulgado como membro da Comissão Episcopal Pastoral para os Ministérios Ordenados e a Vida Consagrada da CNBB.
No dia 3 de dezembro de 2014 foi nomeado pelo Papa Francisco como bispo coadjutor da Diocese de Luziânia no estado de Goiás. Em 12 de julho de 2017 tornou-se o terceiro bispo daquela diocese, sucedendo a Dom Afonso Fioreze. No âmbito da CNBB, foi da Comissão para a Doutrina da Fé (2015-2019) e Comissão para a Animação Bíblico-Catequética (2019-2023). De 2015 a 2019, também foi Membro do Departamento de Missão e Espiritualidade do Conselho Episcopal Latino-Americano - CELAM, representando o Cone Sul. Desde 2019, é o Presidente da Regional Centro-Oeste da CNBB, em seu segundo mandato, também dando continuidade às atividades da Comissão Regional de Animação Bíblico-Catequética.
Em 5 de fevereiro de 2025, foi nomeado pelo Papa Francisco como bispo coadjutor de Anápolis. Tomou posse no dia 25 de março de 2025.

## Brasão e Lema
BRASÃO: No campo azul, temos com três círculos de ouro entrelaçados, dispostos em triângulo com vértice para baixo, Indicando o mistério da salvação da humanidade pela comunicação do Deus Uno-Trino.
Os três círculos aludem ao Mistério do Deus Uno e Trino, a Santíssima Trindade. Na plenitude dos tempos, o Verbo vem habitar no meio de nós, comunicando a graça e a verdade.
Este conjunto de círculos ilumina o campo azul com seis raios dourados, sendo três raios postos à direita e três raios à esquerda, direcionados para os lados e para baixo. O azul é o plano transcendental e eterno.
O segundo campo, vermelho (inferior do brasão), que representa a vida temporária com suas dificuldades, é alcançado em sua profundidade pela flor-de-lis. Dela emerge a haste da Cruz como pétala central, também de ouro. A Cruz se destaca no centro do escudo, tendo os braços firmados no campo azul (superior do brasão).
Jesus, que nos redimiu por sua Cruz, concebido pelo poder do Espírito Santo no seio virginal de Maria Santíssima, a Flor de lis, filha de Israel e filha da humanidade. A vida e ministério de Jesus, o Cristo, ordenados a resgatar o homem da divisão do pecado e conceder-lhe a filiação divina, encontra-se anunciada na Cruz, principal emblema do cristianismo.
A Igreja, que tem Maria como tipo, peregrina confiante na história, como sacramento universal da salvação. Seguindo o exemplo do Sim de Maria, Estrela da Evangelização, parte pelo mundo inteiro a cada dia, anunciando o poder do Amor-Crucificado.
A Igreja, Corpo Místico de Cristo, de braços abertos na Cruz redentora, convida à comunhão e comunica o que é de Deus aos homens de todas as raças e línguas, a unidade da Santíssima Trindade.
Ambos os campos (azul e vermelho – superior e inferior do brasão) não se misturam, mas se assumem plenamente no mistério da encarnação do Verbo divino, uma decisão do Amor Eterno, preparada no tempo desde a criação, passando por Abraão, Moisés e os profetas de Israel (os raios que exprimem o amor salvífico em comunicação).
LEMA: CONGREGARE IN UNUM – Congregar na unidade (Jo 11,52).